# Forti FG01
O FG01 é o modelo da Forti das temporada de 1995 e 1996 da Fórmula 1. Foi guiado por Pedro Paulo Diniz, Roberto Pupo Moreno, Luca Badoer e Andrea Montermini. Esse carro também foi conhecido como último a usar o câmbio manual.

## Resultados[1]
(legenda) 
| Ano  | Chassi | Motor       | N° | Pilotos           | 1   | 2   | 3   | 4   | 5   | 6   | 7   | 8   | 9   | 10  | 11  | 12  | 13  | 14  | 15  | 16  | 17  | Pontos | Posição  |  |
| ---- | ------ | ----------- | -- | ----------------- | --- | --- | --- | --- | --- | --- | --- | --- | --- | --- | --- | --- | --- | --- | --- | --- | --- | ------ | -------- |  |
|      |        |             |    |                   |     |     |     |     |     |     |     |     |     |     |     |     |     |     |     |     |     |        |          |  |
|      |        |             |    |                   | BRA | ARG | SMR | ESP | MON | CAN | FRA | GBR | GER | HUN | BEL | ITA | POR | EUR | PAC | JPN | AUS |        |          |  |
| 1995 | FG01   | Ford EDD V8 | 21 | Pedro Diniz       | 10  | NC  | NC  | Ret | 10  | Ret | Ret | Ret | Ret | Ret | 13  | 9   | 16  | 13  | 7   | Ret | 7   | 0      | NC (11º) |  |
| 1995 | FG01   | Ford EDD V8 | 22 | Roberto Moreno    | Ret | NC  | NC  | Ret | Ret | Ret | 16  | Ret | Ret | Ret | 14  | Ret | 17  | Ret | 16  | Ret | Ret | 0      | NC (11º) |  |
|      |        |             |    |                   |     |     |     |     |     |     |     |     |     |     |     |     |     |     |     |     |     |        |          |  |
|      |        |             |    |                   | AUS | BRA | ARG | EUR | SMR | MON | ESP | CAN | FRA | GBR | GER | HUN | BEL | ITA | POR | JPN |     |        |          |  |
| 1996 | FG01B  | Ford EDD V8 | 22 | Luca Badoer       | NQ  | 11  | Ret | NQ  |     |     |     |     |     |     |     |     |     |     |     |     |     | 0      | NC (11º) |  |
| 1996 | FG01B  | Ford EDD V8 | 23 | Andrea Montermini | NQ  | Ret | 10  | NQ  | NQ  |     |     |     |     |     |     |     |     |     |     |     |     | 0      | NC (11º) |  |